# Самарськіт

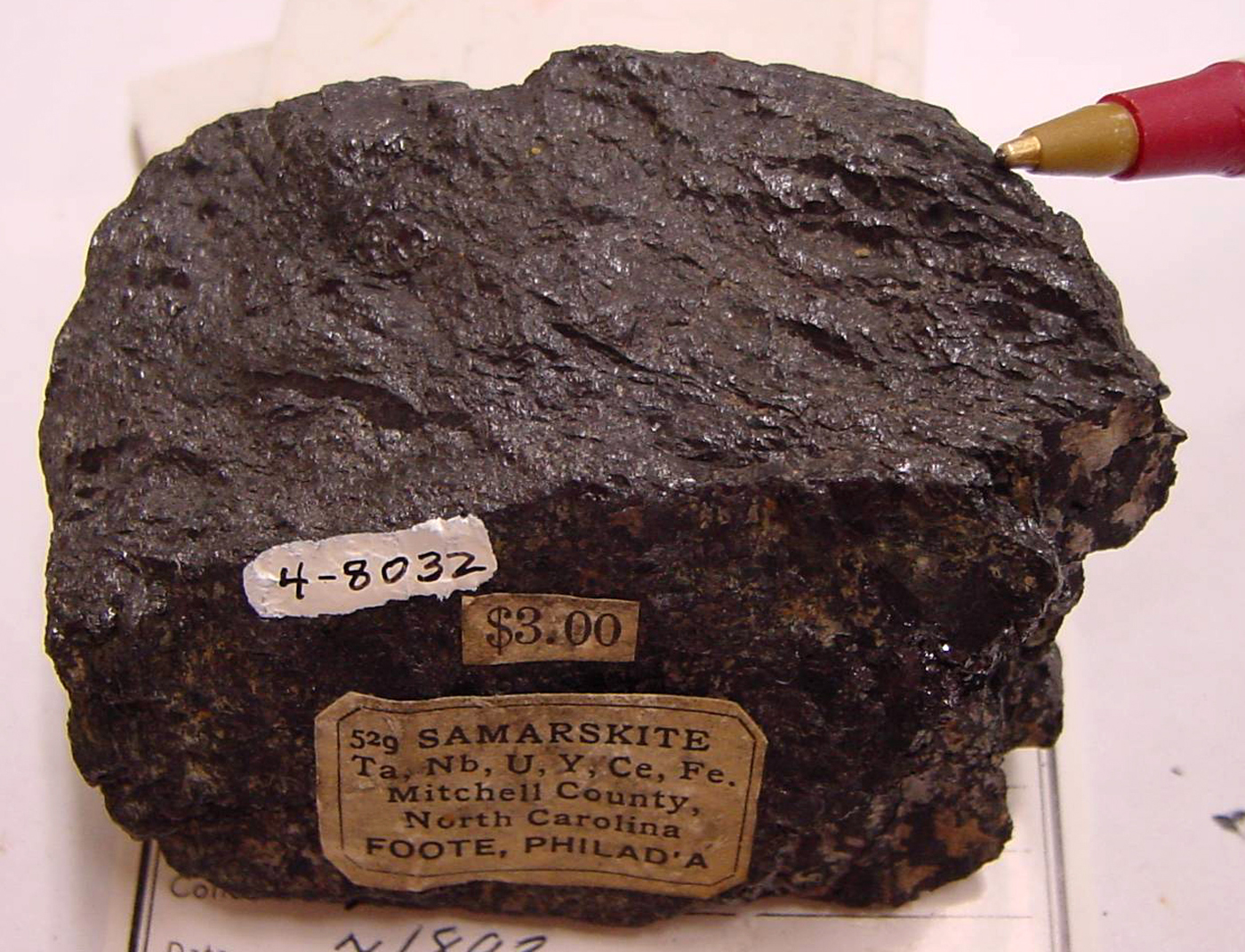
Самарськіт

Самарськіт — мінерал підкласу складних оксидів, танталоніобат ітрію та ітрієвих рідкісних земель. Названий за ім'ям геолога і гірн. інженера, доглядача гірського округу на Алтаї, де знайдено мінерал, В. Е. Самарського-Бихівця (1804—1870) (H.Rose, 1847). Синоніми — адельфоліт, ітроільменіт, ітроколумбіт, ітроніобіт, ураноніобіт, ейтландит.

## Загальний опис
Самарськіт — танталоніобат ітрію та ітрієвих рідкісних земель координаційної будови.
Хімічна формула: (Y, TR)Fe3+(Nb, Ta)2O8. Домішки V, Са, Pb (до 2 % PbO), Ti, Sn, Н2О (до 3,6 %), іноді Mn (до 5 % MnO), Th, W, Sc і інш.
Кристалізується в ромбічній (або псевдоромбічній) сингонії. Твердість 5-6,5. Густина 6,0±0,2. Структура близька до структури колумбіту або фергусоніту). Кристали таблитчасті, а також округлі або неправильної форми зерна, дендрити, сферичні аґреґати. Колір чорний. Блиск у зламі смоляний, на гранях напівметалічний. Спайності не має. Злам раковистий. Крихкий. Сильно радіоактивний. С. — потенційне джерело отримання Y, важких лантаноїдів, Sc, Та і Nb.
Тісно пов'язаний з колумбітом, монацитом, магнетитом, турмаліном, ґранатом, ешенітом, цирконом, берилом, уранінітом.

## Поширення
Зустрічається в пегматитах і метасоматитах лужних ґранітів і в лужних ґранітоїдах.
Основні знахідки: Мосс (Норвегія), шт. Півн. Кароліна, Колорадо, Каліфорнія (США), Урал (РФ), Санкара (Півд. Індія), Анцирабе (о. Мадагаскар), Білорусь.

## Різновиди
Розрізняють:
- самарськіт-віїкіт (вивітрілий самарськіт),
- самарськіт з Петаки (мінерал, який за своїм хімічний складом і фіз. властивостями схожий на типовий С., але відрізняється від нього рентгенограмою випаленого матеріалу. Знайдений у родов. Петака (штат Нью-Мексико, США),
- самарськіт кальціїстий (відміна, яка містить до 7,56 % СаО),
- самарськіт олов'янистий (відміна, яка містить понад 5 % SnO2),
- самарськіт скандіїстий (відміна, яка містить до 1 % Sc2O3),
- самарськіт танталовий (зайва назва).